# Howbert Dan
Dan Howbert (sinh ngày 29 tháng 7 năm 1987) là một cầu thủ bóng đá người Nhật Bản.

## Sự nghiệp câu lạc bộ
Dan Howbert đã từng chơi cho Kyoto Sanga FC và YSCC Yokohama.